# Tu–107
A Tu–107 a szovjet Tupoljev-tervezőiroda katonai szállító repülőgépe. Csak egy prototípusa készült el, a fejlesztési programot később törölték. A gép alapjául a Tu–104 utasszállító repülőgép szolgált.

## Története
A Tupoljev-tervezőiroda (OKB–156) 1956 márciusában kapott megbízást a szovjet kormánytól a Tu–104A utasszállítón alapuló katonai szállító repülőgép kifejlesztésére. A prototípus 1956–1957-ben készült el a kazányi 22. sz. Állami Repülőgépgyárban, ahol egy Omszkban készült, Tu–104A változatú sorozatgyártású példányt alakítottak át. A gyári berepüléseket 1958-ban végezték, ezt követően, 1959-ben a repülőgépet átadták a légierőnek csapatpróbára. A repülőgép azonban nem bizonyult optimális megoldásnak deszant- és katonai szállítási feladatokra. Az ejtőernyősök ugrásánál például zavaró volt a szárnytőben elhelyezett hajtóművek okozta örvénylés. 1959-ben a szállítási és deszantcélokra alkalmasabb An–12 rendszeresítése mellett döntött a szovjet vezetés, így a Tu–107 fejlesztési programját leállították. Az egyetlen elkészült gépet a deszantcsapatok tovább használták, hosszabb ideig Rjazanyban állomásozott. A géphez több ejtőernyős világrekord kapcsolódik.

## Jellemzői
Hasznos terhelése 10 t (különleges esetekben 15 t) lehetett. A teher be- és kirakodására a törzs szárny mögötti részén, alul leereszthető, rámpaként is szolgáló teherajtót alakítottak ki. A repülőgép 70 (szükséghelyzetben 90–100) fő felfegyverzett ejtőernyős katonát, vagy könnyű haditechnikai eszközöket (például ASZU–57 önjáró löveg, GAZ–63 és GAZ–69 terepjáró, D–1 és D–4 lövegek AT–L5 tüzérségi vontatóval együtt) szállíthatott. A tehertér nem volt hermetizálva, ezért a deszantos katonák szállítása oxigénmaszkban történt. A tehertér azonban fűthető volt, ehhez a hajtóműből vezettek el forró levegőt. Személyzete maximálisan nyolc fő volt.
A katonai alkalmazásnak megfelelően a gép önvédelmi fegyverzetet kapott. A DK–7TSZ távvezérlésű fegyverrendszer két AM–23 gépágyúját, valamint a televíziós célzóberendezését és a radarját a farokrészben, a függőleges vezérsík alatt helyezték el. A repülőgépet felszerelték Szirena–2 besugárzás-jelzővel és SZRZO–2 barát–ellenség jeladóval is.

## Műszaki adatok

### Általános adatok
- Tervező: Tupoljev
- Első repülés: 1958
- Személyzet: 5–8 fő

### Méret- és tömegadatok
- Hossz: 38,85 m
- Fesztáv: 34.54 m
- Magasság: 11,90 m
- Szárnyfelület: 174,40 m²
- Üres tömeg: 43 000 kg
- Maximális felszállótömeg: 76 000 kg
- Maximális hasznos terhelés: 10 000 kg teher, vagy 70 fő (szükséghelyzetben 15 000 kg teher, vagy 90–100 fő)

### Hajtóművek
- Hajtóművek száma: 2
- Hajtóművek típusa: Mikulin RD–3M–500 gázturbinás sugárhajtómű
- Hajtómű tolóereje: 93,2 kN

### Repülési adatok
- Utazósebesség: 775 km/h
- Legnagyobb sebesség: 900 km/h
- Utazómagasság: 11 200 m
- Hatótávolság: 3020 km